# Doc Watson
Arthel Lane "Doc" Watson (3 de março de 1923 - 29 de maio de 2012) foi um guitarrista americano, compositor e cantor de bluegrass, folk, country, blues e música gospel.
Ao longo de sua carreira, ele ganhou os prêmios Grammy Awards (em oito oportunidades), e Grammy Lifetime Achievement Award (uma vez).

## Biografia
O virtuosismo de Watson ao violão e conhecimento da música tradicional americana são altamente considerados. Devida a uma infecção ocular, Doc Watson perde sua visão antes de seu primeiro aniversário. Ele freqüentou a escola para deficientes visuais, em Raleigh, Carolina do Norte. Ele se apresentou com seu filho Merle mais de 15 anos até sua morte em 1985, em um acidente na fazenda da família.

## Morte
Doc morreu no dia 29 de maio de 2012, após ficar alguns dias hospitalizado para fazer uma operação no cólon.

## Discografia
- Treasures Untold (1964)
- Doc Watson (1964)
- Doc Watson and Son (1965)
- Southbound (1966)
- Home Again (1966)
- Old-Timey Concert (1967)
- Ballads From Deep Gap (1967)
- Doc Watson in Nashville: Good Deal! (1968)
- Doc Watson on Stage (1971)
- Doc and Merle Watson's Guitar Album (1972)
- The Elementary Doctor Watson! (1972)
- Then and Now (1973)
- Two Days in November (1974)
- Memories (1975)
- Doc and the Boys (1976)
- Lonesome Road (1977)
- Tradition ("The Doc Watson Family") (1977)
- Look Away (1978)
- Red Rocking Chair (1981)
- Doc & Merle's Guitar Album (1983)
- Down South (1984)
- Riding that Midnight Train (1986)
- Portrait (1987)
- On Praying Ground (1990)
- Songs for Little Pickers (1990)
- Songs from the Southern Mountains (1991)
- Remembering Merle (1992)
- Docabilly (1995)
- Mel Doc & Del (1997)
- Third Generation Blues (1999)
- Legacy (2002)
- Round the Table again (2002)
- The Three Pickers (2003)

## Prêmios

### Grammy
- 1973 Best Ethnic Or Traditional Recording
- 1974 Best Ethnic Or Traditional Recording: Merle Watson & Doc Watson for Two Days In November
- 1979 Best Country Instrumental Performance: Doc Watson & Merle Watson for Big Sandy/Leather Britches
- 1986 Best Traditional Folk Recording: Doc Watson for Riding The Midnight Train
- 1990 Best Traditional Folk Recording: Doc Watson for On Praying Ground
- 2002 Best Traditional Folk Album: Doc Watson & David Holt for Legacy
- 2004 Lifetime Achievement Award
- 2006 Best Country Instrumental Performance: Bryan Sutton & Doc Watson for Whiskey Before Breakfast track from Not Too Far From The Tree by Bryan Sutton